# Listrognathus victoriensis
Listrognathus victoriensis là một loài tò vò trong họ Ichneumonidae.